# Isshin-ryu
Isshin-ryu is een stijl van Okinawaans karate die gecreëerd is door Tatsuo Shimabuku. Ook in Nederland wordt deze stijl onderwezen en er worden zelfs Nederlandse isshin-ryukampioenschappen gehouden. Hoewel isshin-ryu voor een groot deel een samensmelting is van goju-ryu, shorin-ryu en kobudo is het op een aantal punten duidelijk verschillend van andere vormen van karate; zo wordt bijvoorbeeld een vuist anders gevormd dan de traditionele karatevuist en worden bij armblokkeringen beide armbeenderen ingezet in plaats van een.
De officiële isshin-ryuorganisatie is de Isshin-Ryu World Karate Association. Aan het hoofd hiervan staat Kichiro Shimabuku, 10de Dan en zoon van Tatsuo Shimabuku. Er zijn echter vele andere isshin-ryuorganisaties, waaronder de OIKKA die opgericht is door Tatsuo's schoonzoon Angi Uezu.
Naast ongewapende kata's, bo-kata's, sai-kata's en tuifa-kata's kent isshin-ryu ook enkele trainingsoefeningen om de basistechnieken onder de knie te krijgen en te onderhouden. Dit zijn:
- Te-no-bu of Te-Waza (手の部 - bovenlichaamtechnieken)
- Ashi-no-bu of Keri-Waza (足の部 - onderlichaamtechnieken)
- Kotekitae (小手鍛  - kracht- en ademhalingsoefeningen)